# Dream trance
Pour les articles homonymes, voir Dream House et Dream.
Genres dérivés
House progressive
La dream trance (également appelée dream house, dream dance, dream music ou simplement dream) est un sous-genre musical de la trance et de la house ayant émergé dans la seconde moitié des années 1990 en Europe. Sa particularité est d'utiliser en premier plan une mélodie de synthétiseur avec un son de piano, le tout à grand renfort de nappes planantes et de beats techno. Les pochettes des disques, qu'il s'agisse des singles, maxis, albums ou compilations, présentent presque systématiquement des paysages idylliques ou holographiques (ciels lumineux, galaxies, planètes imaginaires, mers éclatantes, dauphins, ou papillons).

## Histoire
C'est le morceau Children de Robert Miles, sorti en 1995, qui popularise le genre. Il est  rapidement suivi par Fable, puis par l'album Dreamland, qui a plausiblement donné son nom au genre[réf. nécessaire]. Cependant, on peut en trouver les prémices dans des morceaux tels que No Fate de Zyon (1991), It's A Dream Song de DJ Hooligan (1992), Nuclear Sun de Roland Brant (1993), ou dans les différents projets de Cosmic Baby qui proposent une techno dans laquelle le piano a une place centrale (deux albums sortis en 1992 et 1994).
Robert Miles explique pour sa part qu'il a composé le morceau Children afin de « calmer » les esprits qui étaient survoltés sur la piste de danse en fin de soirée, de manière à revenir en douceur à la réalité, d'où le nom de dream.
Le DJ italien Maurizio « Mephisto » d'Ambrosio le suit rapidement avec le titre phare Voices, très diffusé sur les radios à l'époque. Les nombreux autres morceaux de ce genre s'inspirent tous fortement du titre Children comme en témoigne le titre Celebrate the Love de Zhi-Vago, et le remix du générique d' X-Files par DJ Dado. De nombreuses compilations, notamment Dreamworld, Dream-Files, Dream People, sont lancées. Les premiers tubes y sont cités, mais aussi de nouveaux morceaux (parfois œuvres d'un même artiste signant sous différents pseudonymes). La mode est particulièrement éphémère (de 1995 à 1997 environ) bien qu'il existe encore quelques disques pouvant s'apparenter à ce sous-genre musical. Cependant des réminiscences se laissent entendre dans des hits des années suivantes, notamment dans des tubes d'eurodance tels que Blue (Da Ba Dee) d'Eiffel 65.
Parmi les icônes du mouvement se trouvent Nylon Moon, 2 Flying Stones, Roland Brant, Gigi (connu plus tard sous le nom de Gigi D'Agostino), ou encore Altaïr, qui n'étaient autres que la même bande de DJ que l'on peut retrouver derrière des projets tels que Boris ou Pleasure Game. De son côté, Robert Miles s'est éloigné du genre dès son deuxième album, s'orientant vers des sonorités plus trip hop et jazzy.